# Джонатан Айбел и Гленн Бергер
Джонатан Роберт Айбел (англ. Jonathan Robert Aibel; Демарест, Нью-Джерси, США) и Гленн Тодд Бергер (англ. Glenn Todd Berger; Смиттаун, Нью-Йорк, США) — американский дуэт сценаристов и продюсеров, который наиболее известен своими сценариями для мультфильмов «Монстры против пришельцев», «Губка Боб в 3D» и его продолжении «Губка Боб в бегах», «Тролли» и его продолжении «Тролли. Мировой тур» и для всех четырёх мультфильмов франшизы «Кунг-фу панда», а также для мультсериала «Царь горы».

## Фильмография
| Название                  | Год         | Роль                                                              |
| ------------------------- | ----------- | ----------------------------------------------------------------- |
| The George Carlin Show    | 1994        | Сценаристы                                                        |
| Platypus Man              | 1995        | Сценаристы                                                        |
| Can't Hurry Love          | 1995 - 1996 | Авторы сюжета и сценаристы                                        |
| Madtv                     | 1995 - 1997 | Сценаристы                                                        |
| Blazing Dragons           | 1996        | Дополнительные сценаристы                                         |
| Царь горы                 | 1997 - 2002 | Сценаристы, авторы сюжета и исполнительные продюсеры              |
| A.U.S.A.                  | 2003        | Сценаристы и соисполнительные продюсеры                           |
| Шрек Третий               | 2007        | Особое спасибо                                                    |
| Кунг-фу панда             | 2008        | Сценаристы и сопродюсеры                                          |
| Монстры против пришельцев | 2009        | Сценаристы                                                        |
| Элвин и бурундуки 2       | 2009        | Сценаристы                                                        |
| Шрек навсегда             | 2010        | Особое спасибо                                                    |
| Кунг-фу панда 2           | 2011        | Сценаристы и сопродюсеры                                          |
| Секреты мастеров          | 2011        | Особое спасибо                                                    |
| Элвин и бурундуки 3       | 2011        | Сценаристы                                                        |
| Губка Боб в 3D            | 2015        | Сценаристы                                                        |
| Кунг-фу панда 3           | 2016        | Сценаристы и сопродюсеры                                          |
| Тролли                    | 2016        | Сценаристы и сопродюсеры                                          |
| Монстр-траки              | 2016        | Авторы сюжета вместе Мэттью Робинсоном и исполнительные продюсеры |
| Тролли: Мировой тур       | 2020        | Сценаристы                                                        |
| Губка Боб в бегах         | 2020        | Авторы сюжета                                                     |
| Удача                     | 2023        | Авторы сюжета                                                     |
| Кунг-фу панда 4           | 2024        | Сценаристы и сопродюсеры                                          |
| Коты-Воители              | TBA         | Сценаристы                                                        |